# Carlo Chiavazza
Carlo Chiavazza (Sommariva del Bosco, 1914 – 28 dicembre 1981) è stato un presbitero, giornalista e scrittore italiano, una figura di spicco del giornalismo cattolico italiano del dopoguerra.

## Biografia

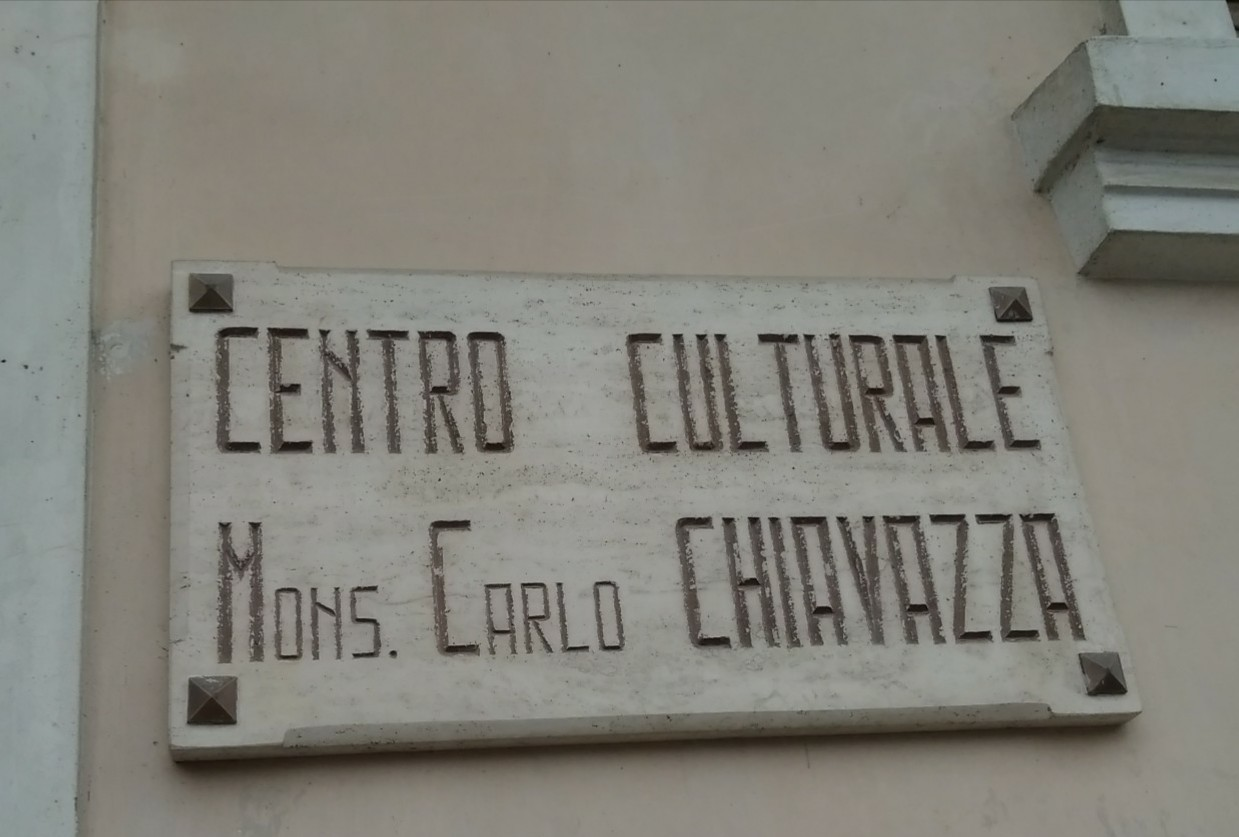
Lapide dedicata a C.Chiavazza (Sommariva del Bosco)

Figlio di contadini, diventa sacerdote nel 1937. Inizia a studiare all'Università Gregoriana, ma viene chiamato alle armi come cappellano militare, col grado di tenente. Nel 1942, prende parte con la Divisione Tridentina alla campagna di Russia (in particolare le battaglie sul Don e la Battaglia di Nikolaevka), che racconta con drammatica precisione nel volume Scritto sulla neve.
Nel 1945, don Carlo entra nel giornalismo. Lavora per tredici anni come redattore al quotidiano torinese Il Popolo Nuovo. Contemporaneamente, nel 1946 fonda con altri giornalisti il settimanale il nostro tempo, che dirigerà fino alla morte. Nel 1964 subentra a Giuseppe Lazzati come direttore del quotidiano cattolico milanese L'Italia, che quattro anni dopo si fonderà col bolognese L'Avvenire d'Italia, divenendo Avvenire e rimanendo l'unico quotidiano cattolico italiano a diffusione nazionale.
Papa Paolo VI gli affida l'incarico di organizzare gli uffici delle "comunicazioni sociali" in Italia, ossia le strutture che dovevano occuparsi dei mass-media. Nell'Ufficio per la comunicazione sociale del Piemonte, a Torino, Chiavazza fonda la "Scuola di giornalismo", che oggi porta il suo nome, e dalla quale in trentacinque anni di attività sono usciti centinaia di addetti all'informazione.

## Opere
- Carlo Chiavazza, Scritto sulla neve, Bologna, Ponte Nuovo, 1964, ISBN 88-88657-44-4.